# Дюдюкчю
Дюдюкчю (азерб. Düdükçü), также Дудукчи, Дудукчу или Дюдюкчу, ранее — Кёлатаг (азерб. Kolatağ) — село в Эдиллинском сельском административно-территориальном округе Ходжавендского района Азербайджана.

## Этимология
Название села в документах могло указываться также как Киратаг, Хихкиратах, Кератах, Кюратаг, Хинкюратаг.
Прежнее название села было Кёлатаг (азерб. Kolatağ). По сведениям местного населения, оно получило такое название потому, что в поселении поселились семьи, принадлежащие к роду дюдюкчю (азерб. düdükçü).

## География
Сёла Эдилли, Агбулаг и Дюдюкчю входят в состав Эдиллинского сельского административно-территориального округа Ходжавендского района, при этом село Эдилли является центром этого сельского административно-территориального округа. Село расположено у подножия Карабахского хребта. Расположен в 35 км от посёлка Гадрут и в 74 км от города Ханкенди. Имеет площадь 578,0 га, из них сельскохозяйственного значения 529,99 га, лесных угодий 3,0 га. На территории села есть 2 родника: «Мец» и «Артезиан чюрхор» («Артезианская скважина»).

## История
Жители поселились в селе в XVI веке, в районе к югу от села до сих пор сохранились остатки старого поселения Хаканор.
До вхождения в состав Российское империи село Дудукчи входило в состав Дизакского магала Карабахского ханства.
В 30-е годы XIX века в составе Царской России в район села были заселены тысячи семей духоборов. В 1830 году молоканские семьи переселились в село Кюратах. Позже они покинули поселение.
Епископ Армянской Апостольской церкви Макар Бархударянц называет это село Хикюратах и пишет про него:
— «Село лежит на северной стороне горы, большая часть населения переселилась из Карадага, земли засушливые, безводные, но садоводческие, местные культуры такие же. Воздух и климат немного жёсткие, долгая жизнь, 75 лет. Церковь Пресвятой Богородицы, священник приходит из Гадрута. Дымов — 26 соток, мужчин — 112, женщин — 114».
В советский период село входило в состав Эдиллинского сельсовета Гадрутского района Нагорно-Карабахской автономной области (НКАО) Азербайджанской ССР. Колхоз сформирован в 1930 году. В 1974 году колхоз был преобразован в совхоз.
Во время Великой Отечественной войны 112 человек из этого села участвовали в войне, 62 из них погибли.
2 сентября 1991 года на совместной сессии Нагорно-Карабахского областного и Шаумяновского районного Советов народных депутатов была принята Декларация о провозглашении Нагорно-Карабахской Республики в границах Нагорно-Карабахской автономной области (НКАО) и сопредельного Шаумяновского района Азербайджанской ССР.
26 ноября 1991 года Верховный Совет Азербайджанский Республики принял Закон «Об упразднении Нагорно-Карабахской автономной области Азербайджанской Республики». В этом Законе было постановлено помимо упразднения Нагорно-Карабахской Автономной Области (НКАО), в том числе также и переименование Мартунинского района в Ходжаведский, упразднение Гадрутского района, передача территории упразднённого Гадрутского района в состав Ходжавендского района и включение Ходжавендского района в число районов республиканского подчинения. В настоящее время село Дюдюкчю входит в состав Эдиллинского сельского административно-территориального округа Ходжавендского района Азербайджана.
В результате Карабахского конфликта, село 2 октября 1992 года, попало под контроль непризнанной Нагорно-Карабахской Республики (НКР). Согласно административно-территориальному делению непризнанной республики село находилось в составе Гадрутского района НКР и называлось Кюратах (арм. Քյուրաթաղ).
15 октября 2020 года, во время 44-дневной войны, Президент Азербайджана Ильхам Алиев объявил объявил о восстановлении Вооружёнными Силами Азербайджана контроля над селом Дюдюкчю.
15 марта 2021 года президент Азербайджана Ильхам Алиев побывал в селе Дюдюкчю.

## Образование
В 1886 году в селе действовало дошкольное учреждение с 15 учащимися. В 1888 году в селе была открыта церковно-приходская школа. В 1907—1908 учебных годах была открыта одноклассная школа. В 1927 году в селе было построено здание школы. Школа имела статус семилетней школы. До середины 1970-х количество учеников варьировалось от 90 до 100 человек. В последующие годы число студентов стало уменьшаться. В 2004—2005 учебных годах в школе обучалось 32 ученика, преподавали 14 учителей. В 2000 году школа стала общеобразовательной. По данным на 2018—2019 учебный год в школе обучалось 55 учащихся, преподавали 23 учителя. В 2015 году в начальной школе села обучалось 51 учащихся.

## Памятники истории и культуры

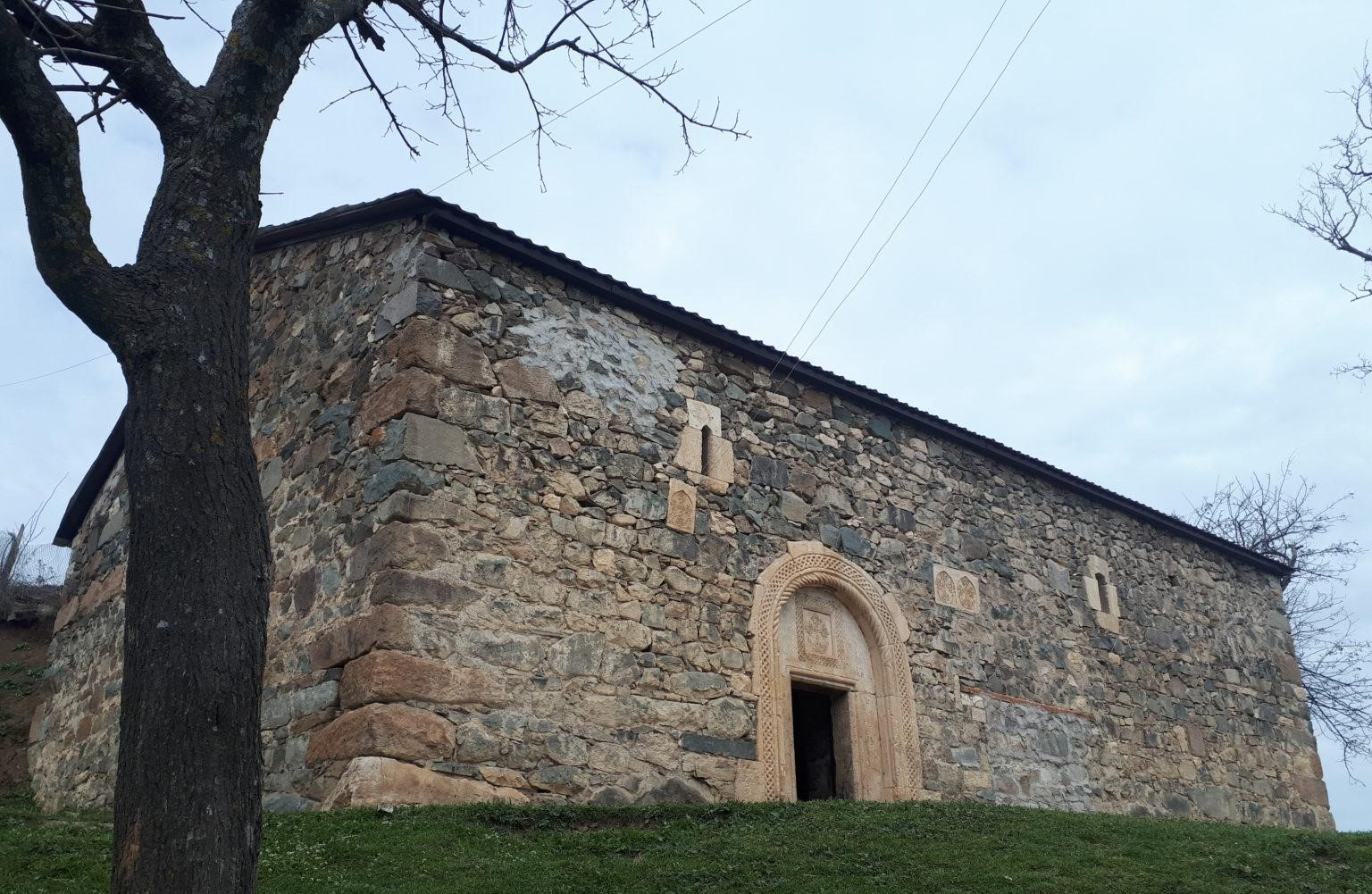
Общий вид церкви с юго-востока, село Дюдюкчю, фото Г. Будагян

Объекты исторического наследия в селе и его окрестностях включают церковь Сурб Аствацацин (арм. Սուրբ Աստվածածին, букв. «Святая Богородица») построенную в 1743 году, и кладбище XVIII—XIX веков.
По состоянию на 2015 год в селе действовали считавшаяся властями непризнанной НКР сельская администрация, дом культуры, медпункт. В 2017 году на средства Всеармянского фонда «Айастан» и при софинансировании Правительства непризнанной НКР был построен дом культуры, в котором функционировали сельская администрация, библиотека, медпункт и зал торжеств.

### Церковь Сурб Аствацацин

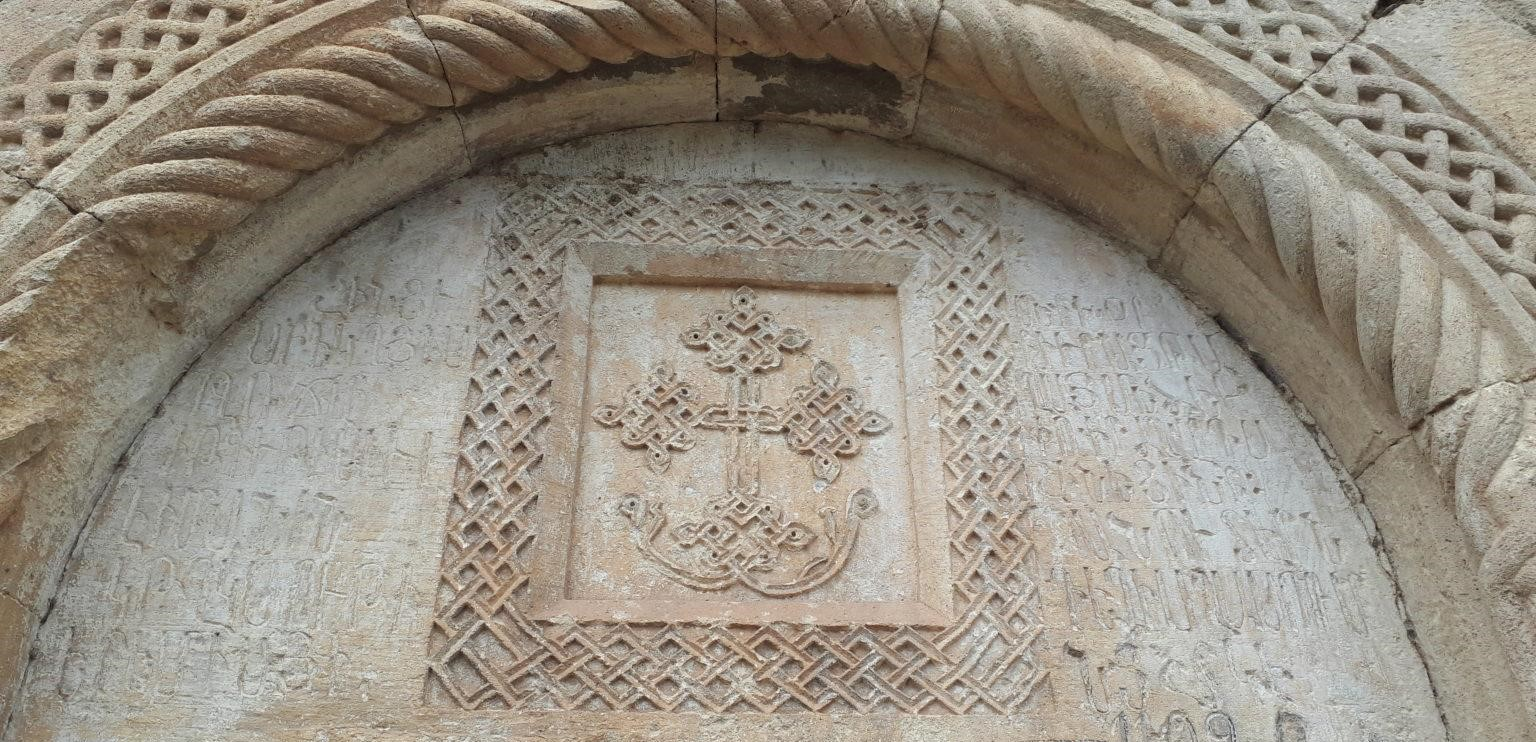
Строительная надпись на тимпане церкви, село Дюдюкчю, фото Г. Будагян

Согласно надписи на тимпане, церковь была построена в 1684-м году. С левой стороны от вырезанного креста написано:
— «Построена сия церковь в год 1132 (1683-й) при царствовании Сулеймана и католикосе Иеремии». Шах Сулейман правил в 1666—1694-х годы, а период правления католикоса Иеремии II Гасан-Джалаляна приходится на 1676—1700-е годы. На правой стороне креста написано: — «Мы, большие и малые народы Хоркюратаха, построили. Хозяин наш Хасум. В память. Год 1102 (1653-й)». С левой стороны от входа написано: «Подножие креста в память о супруге Ходжи Вардана Хджли, в год 1192 (1743-й)». В стены церкви вставлены хачкары, имеющие надписи памятного характера. Один из них датируется 1683-м годом.

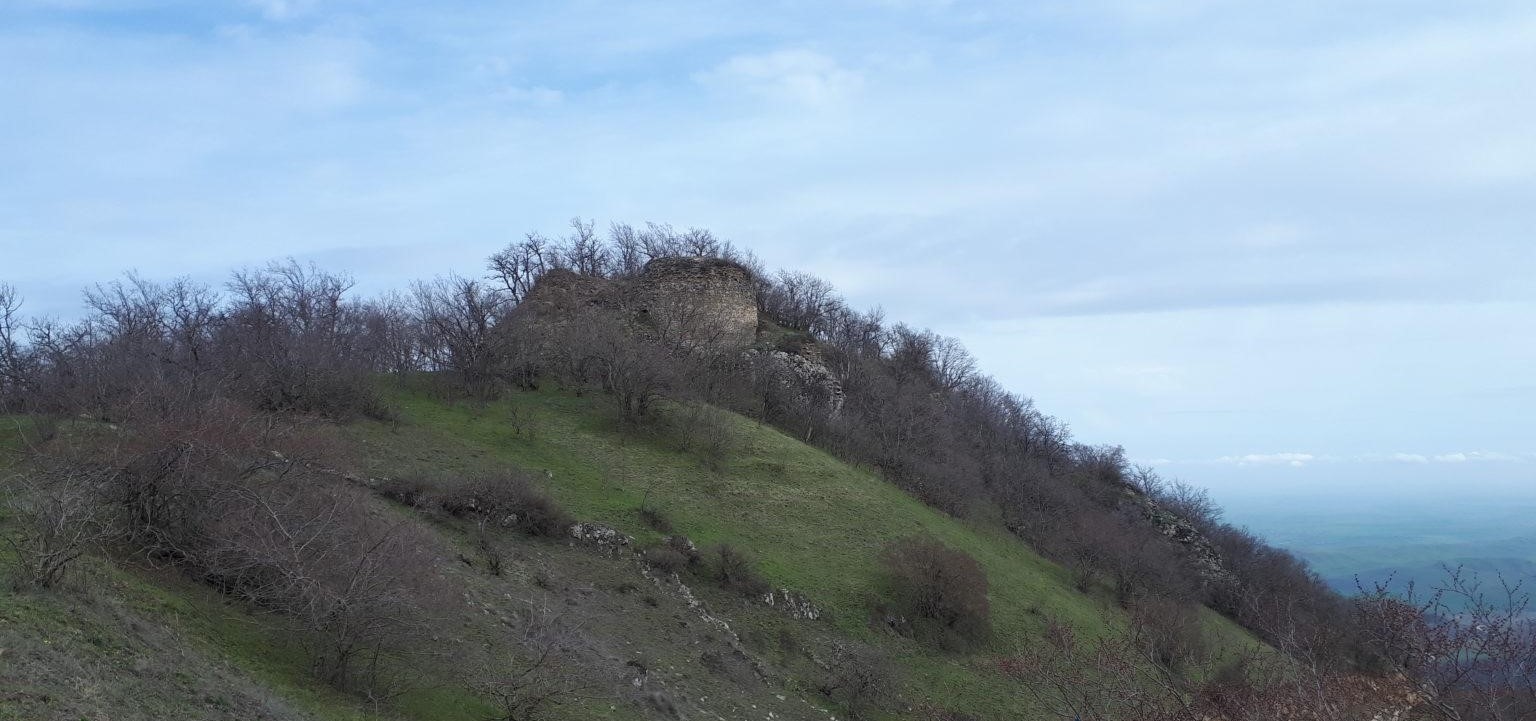
Крепость с юго-запада, село Дюдюкчю, 2020 год, фото Г. Будагян

### Крепость Внес гала
В северо-западной части села на горе находится крепость Внес гала (арм. Վնեսա ղալա) X—XIV веков.
Крепость считалась основным укреплением Дизака. Её географическое положение обеспечивало сигнальную связь с другими крепостями, такими как Дизапайт, Ктиш, Глен кар и Бердахондж, а дозорный крепости мог следить за происходящим на равнине севернее Аракса.

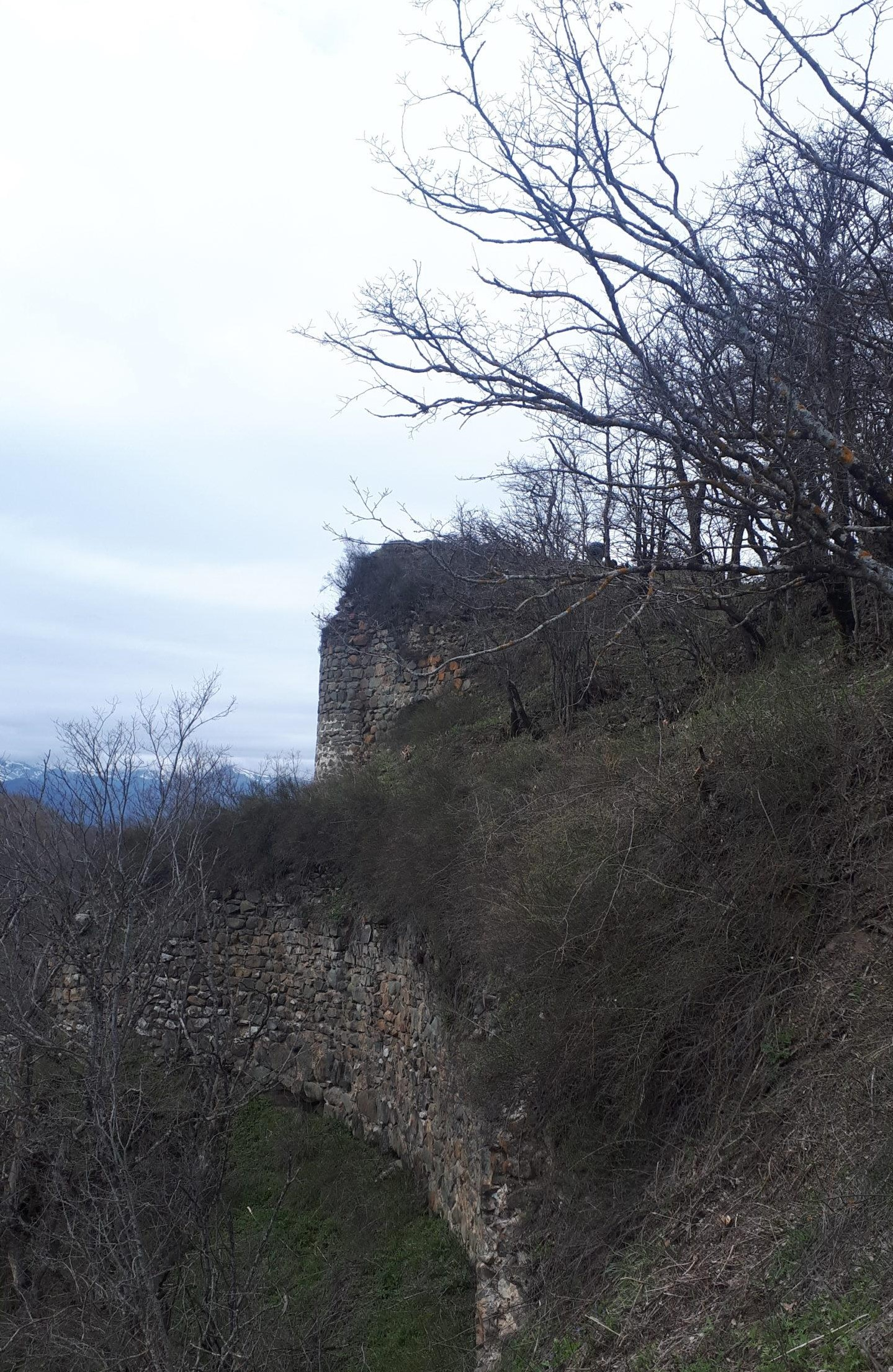
Часть южной оборонительной стены крепости, село Дюдюкчю, 2020 год, фото Г. Будагян

Крепость с восточной, северной и южной сторон окружена оврагами, а западной частью соединяется с горой Внеса. Длина крепости составляет 125 метров, ширина — 45 метров, высота — 4-12 метров. На отдельных участках сохранились полукруглые основания башен. В западной части располагались две самые высокие башни крепости, между которыми стояли ворота. В настоящее время почти полностью сохранилась одна из башен высотой 10-12 метров. Внутренняя территория оборонительной стены ровная и занимает довольно большую площадь. О существовавших здесь различных постройках свидетельствуют по сей день сохранившиеся основания и руины. Крупные башни, а также полигональная кладка стен, выполненная крупными камнями, дают основания датировать первоначальную постройку 9-10-ми веками.
Макар Бархударянц при описании крепости Внеса пишет:
— «Территория крепости богата жилищами с каменно-известковыми дворами, а в верхней части в качестве цитадели возведён небольшой замок, в котором построен просторный каменный водоём. В нём всё ещё есть вода, однако она не чистая. Говорят, что вода сюда проведена трубами из источников, расположенных в южной стороне крепости у дороги».
Во время вооружённых действий крепость не пострадала.

## Население

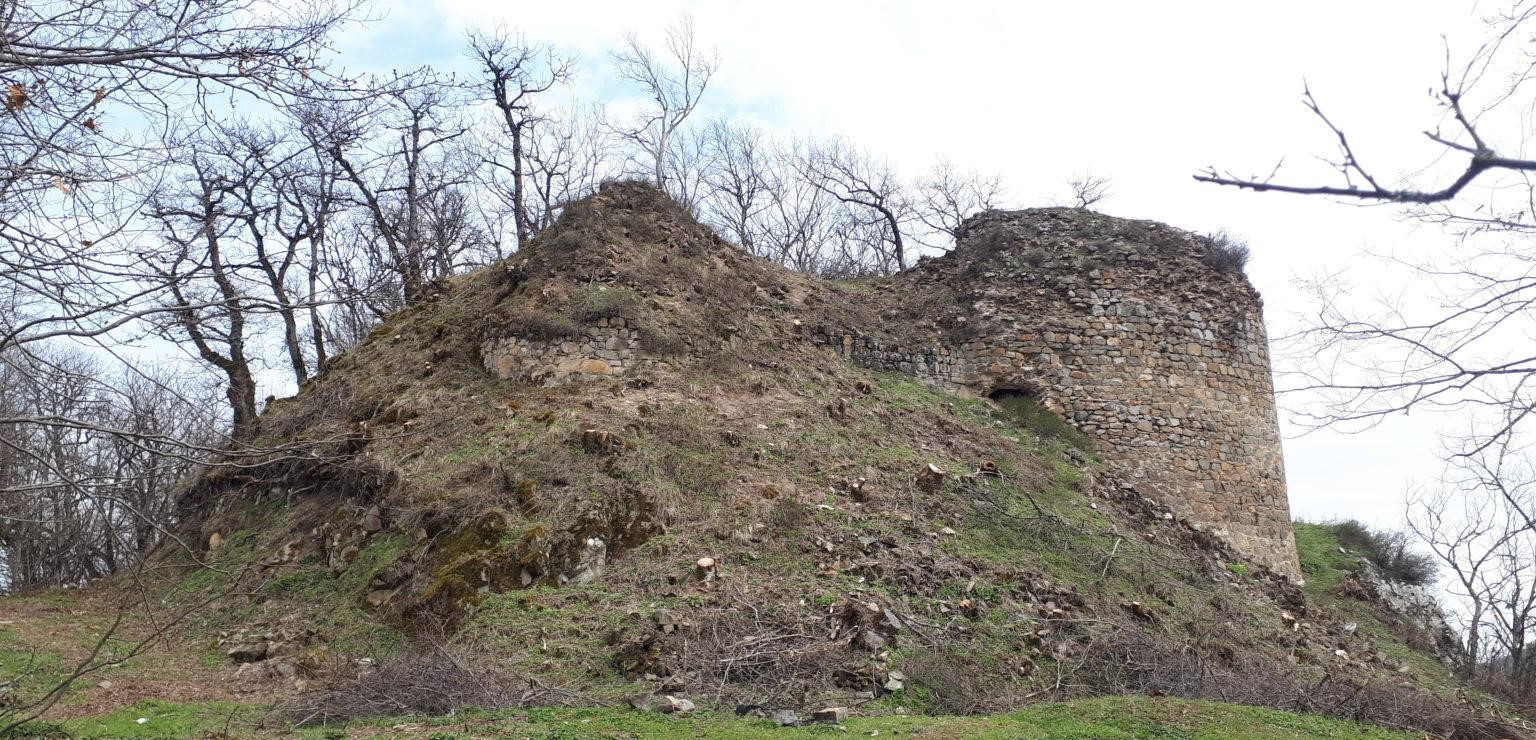
Западные башни крепости, село Дюдюкчю, 2020 год, фото Г. Будагян

По состоянию на 1 января 1933 года в селе проживало 392 человека (79 хозяйств), все — армяне. В 2005 году в селе проживало 274 жителя, а в 2015 году — 321 житель, 81 домохозяйство.
| Год       | 1933 | 2005 | 2008 | 2009 | 2010 | 2015 |
| --------- | ---- | ---- | ---- | ---- | ---- | ---- |
| Население | 392  | 274  | 315  | 303  | 304  | 321  |

## Известные люди
- Ашот Джумшудович Каспаров (29.12.1909, село Дудукчи, Шушинский уезд, Елизаветпольская губерния — 07.06.1993, Гадрут, Ходжавендский район Азербайджана) — Герой Советского Союза, участник Великой Отечественной войны.
- Аслан Микаелович Шахназарян (15 января 1877, село Дудукчи, Шушинский уезд, Елизаветпольская губерния — 17 мая 1955, Ереван, Армянская ССР) — кандидат исторических наук[26].